# Cappella della Sindone

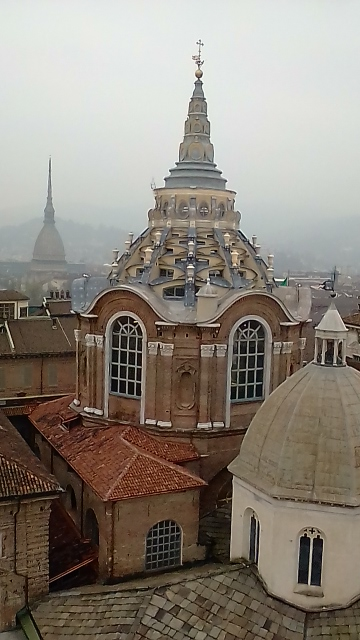
La Cappella della Sacra Sindone nel 2018, dopo il restauro

La Cappella della Sindone, o Cappella del Guarini, è un'opera architettonica dell'architetto Guarino Guarini, costruita a Torino alla fine del XVII secolo per ospitare la Sindone. Posizionata tra il Duomo ed il Palazzo Reale di Torino, la cappella fu iniziata nel 1610 per volontà di  Carlo Emanuele I di Savoia. Il progetto fu inizialmente affidato ad Ascanio Vitozzi e Carlo di Castellamonte, ma nel 1668 subentrò Guarini, che progettò la parte maggiore dell'edificio. Il suo progetto, in particolare la cupola, nota per la sua complessità ed effetto ottico, è considerato un capolavoro del barocco. Il progetto fu infine completato da Antonio Bertola nel 1694. Dopo un incendio che nel 1997 danneggiò gravemente la struttura, la cappella subì un lungo e complesso restauro che si concluse nel 2018, quando fu riaperta al pubblico.

## Storia

### Origini
Il duca Carlo Emanuele I di Savoia commissionò la cappella tra il 1610 e il 1611 ad Ascanio Vitozzi e Carlo di Castellamonte per conservare il prezioso telo della Sindone che la famiglia ducale sabauda custodiva da alcuni secoli. Inizialmente era prevista una cappella a pianta ellissoidale e incastonata tra il Duomo e il Palazzo Ducale (ex palazzo vescovile e futuro Palazzo Reale). I lavori si interruppero nel 1624 quando erano state gettate solamente le fondamenta. Il progetto non progredì durante il regno di Vittorio Amedeo I né durante la reggenza di Maria Cristina.
Il progetto venne riesumato da Carlo Emanuele II nel 1657. A fare pressioni per il completamento fu il Cardinale Maurizio di Savoia, diffidente dello stato corrente che prevedeva la Sindone tenuta su di un altare provvisorio di legno. Era infatti memore del grande incendio del 1532 a Chambery che aveva danneggiato la Sindone. I progetti vennero affidati al figlio di Carlo, l'architetto Amedeo di Castellamonte, e allo scultore svizzero Bernardino Quadri, a cui si deve la progettazione di un edificio a base quadrata incastonato tra il palazzo ducale e l'abside della Cattedrale di san Giovanni Battista. Inoltre, i due optarono per un rialzamento di 6-7 metri rispetto al pavimento del Duomo. Questo fece sì che l'interno della cappella fosse visibile ai fedeli dal Duomo. I fedeli potevano accedere alla cappella attraverso due grandi scaloni posti al termine di ciascuna delle navate laterali, mentre i reali potevano accedervi attraverso un portale nel primo piano del palazzo. Le fondamenta ellissoidali vennero dunque demolite e sostituite, e per nove anni il progetto procedette con rapidità. La costruzione s'interruppe arrivata alla trabeazione del primo livello, quando vennero notate delle criticità statiche nella struttura. Incapace di risolvere il problema, Bernardino Quadri fu rimosso dall'incarico nel 1666.

### Progetto di Guarini
Alla fine il progetto venne affidato al prete-architetto Guarino Guarini che, abbandonata Parigi nel 1666, si fermò nella capitale sabauda e nel 1667 subentrò nei lavori della Cappella nel 1668. Adottò il progetto a forma rotonda precedentemente elaborato da Bernardino Quadri, che risultava realizzato fino primo livello, coincidente con l'aula del tempio. Guarini modificò la struttura già precedentemente completata, rinforzando le pareti che avevano destato apprensione per l'esilità e dunque per la tenuta di tutta la parte sovrastante al primo livello. Decorò le lesene d'ispirazione corinzia con immagini e simboli legati alla Passione di Gesù (tra i quali rami d'ulivo, corone di spine, la passiflora e il Titulus crucis). Inoltre, riplasmò lo scalone di destra. Ridusse i pennacchi da quattro a tre, creando in triangolo con tre vestiboli ai vertici (uno al portone d'ingresso al palazzo e gli altri due in corrispondenza degli scaloni verso il duomo). Riguardo alla porzione della cappella non ancora intrapresa, Guarini ne rivoluzionò completamente il progetto.
In particolare Guarini ridisegnò la cupola, in modo da alleggerirla e darle quello slancio verso l'alto che i Savoia richiedevano. Il progetto originale prevedeva una cupola emisferica sostenuta da piedritti. Guarini invece posizionò dei fastigi ornamentali e delle volute a conchiglia. Al di sopra di questo alzò tre grandi archi portanti che ridistribuiscono il peso e celano i contrafforti. All'interno di ciascuna delle tre lunette e dei tre pennacchi formati dagli archi mise grandi finestre circolari per fare entrare luce nella cappella. Gli archi permisero inoltre di ridurre le dimensioni del tamburo e della base della cupola. Sopra agli archi, al livello successivo, Guarini piazzò un camminamento anulare sovrastato da sei grandi finestroni ad arco alternati a sei nicchie a tabernacolo. Per realizzare la parte alta della cupola creò infine una serie di sei livelli, ciascuno fatto di sei piccoli archi disposti in pianta esagonale. L'esagono di ciascun livello posa gli angoli sui lati di quello di sottostante, restringendo così le dimensioni con l'altezza. La cupola si conclude con una lanterna formata da una stella a dodici punte circondata da dodici finestrelle ovoidali. All'interno della stella, una piccola calotta circolare è decorata con la colomba dello Spirito Santo da cui escono raggi luminosi. La cupola si conclude con un pinnacolo decorato da finestre (vere alla base e finte in cima) con sulla sommità un globo dorato sormontato da una croce.
Il 27 ottobre 1679 la cupola fu completata e il 15 maggio 1680 lo stesso Guarini vi celebrò la messa inaugurale su di un altare provvisorio di legno. La struttura era agibile, anche se non ancora completata internamente. Guarini morì il 6 marzo 1683, lasciando incompiuti i pavimenti, una delle scalinate, e l'altare.

### Completamento e storia successiva
Donato Rossetti fu nominato successore in carica del progetto nel 1685, ma morì subito dopo, nel 1686. Venne sostituito da Antonio Bertola, che si occupò di terminare il progetto. Al centro della pianta circolare della cupola, Bertola posizionò un altare rialzato di sei scalini dal pavimento. Il pavimento fu decorato a intarsio con cerchi concentrici di stelle all'interno di croci greche, il tutto accentuando la centralità dell'altare. L'altare venne realizzato in marmo nero e decorato con ornamenti e sculture in legno o metallo dorati. La custodia della sindone era posizionata nella parte centrale, posta all'interno di una teca di vetro protetta da una grata dorata. Sopra la balaustra dell'altare furono posti otto putti in preghiera o recanti i chiodi della passione, mentre ai lati della teca vennero posti quattro angeli con i simboli della passione, il tutto opera tra il 1692 e 1694 degli scultori Cesare Neurone e Francesco Borello. Nel 1694 vi fu collocata finalmente la Sindone.

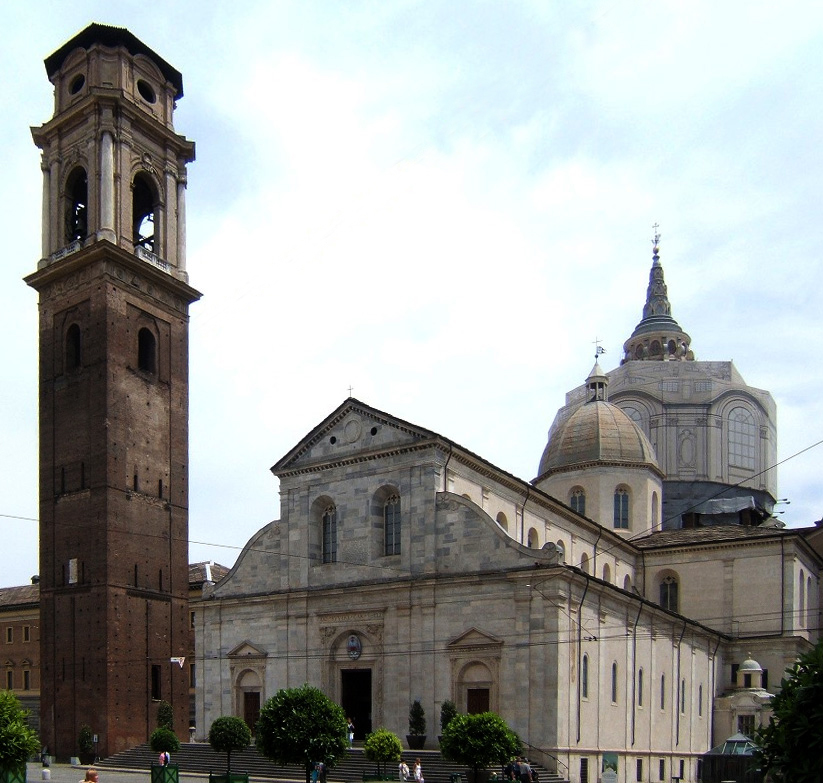
Il Duomo di Torino con la cupola del Guarini in fase di restauro.

Nel 1825 re Carlo Felice incaricò l'architetto reale Carlo Randoni di costruire il Grande Chiassilone, un'enorme vetrata in legno di noce e ferro per isolare la cappella dal freddo e dal rumore del Duomo. 
Nella prima metà dell'Ottocento la cappella venne decorata con alcuni gruppi di statue sui grandi personaggi di Casa Savoia commissionati da re Carlo Alberto a quattro differenti artisti. La statua di Amedeo VIII (primo duca dei Savoia e antipapa) fu scolpita da Benedetto Cacciatori, quella del duca Emanuele Filiberto di Savoia (condottiero noto come "Testa di Ferro", che spostò la capitale da Chambery a Torino) da Pompeo Marchesi, quella del duca Carlo Emanuele II (che aveva portato avanti la costruzione della cappella e l'aveva affidata a Guarini) da Innocenzo Fraccaroli, e quella del principe Tommaso Francesco (capostipite della linea dei Savoia-Carignano) da Giuseppe Gaggini. Nell'Ottocento furono anche aggiunti due angeli in marmo bianco agli estremi della balaustra.

### Incendio del 1997

La Cappella incendiata nella notte dell'11-12 aprile 1997.

La Cappella venne chiusa al pubblico il 4 maggio 1990, quando crollò sul pavimento un frammento di marmo da un cornicione interno. La caduta fu provocata da un'infiltrazione d'acqua. Tre anni dopo iniziarono i lavori di restauro.
A cantiere di restauro conservativo quasi ultimato, un corto circuito nella notte tra l'11 e il 12 aprile 1997 causò un incendio che danneggiò pesantemente l'edificio. Le fiamme causarono cedimenti e crolli, e anche i marmi si danneggiarono pesantemente, anche a causa dello shock termico causato dall'acqua gelida dei getti di spegnimento. La stessa Sindone rischiò di essere distrutta ma fu sottratta alle fiamme dai pompieri, i quali sfondarono la teca in vetro contenente la cassetta in legno e argento che custodiva il telo. Per evitare il collasso dell'intera struttura, furono poste cerchiature a catene metalliche.

### Restauro e storia recente
Si passò subito alla rimozione dei detriti e alla constatazione dei danni, da cui risultò che l'80% delle superfici in pietra erano da ripristinare. Agli inizi degli anni 2000 si cominciò con il restauro architettonico, eseguito in maniera conservativa e più fedele possibile. Il marmo necessario fu reperito nel 2007 dalle cave originali usate nel '600 a Frabosa Soprana, ma esaurita quella fonte fu anche estratto da altre località nelle Alpi Orobie e Apuane. Gli elementi che non fu possibile recuperare furono realizzati ex novo con l'aiuto della modellazione 3D. La cupola fu smontata e rimontata interamente e sospesa su impalchi temporanei per rimuovere il materiale danneggiato. Furono rifatti interamente i tetti e le coperture di piombo, le cerchiature metalliche, i serramenti, il Chiassilone, e la raggiera con lo Spirito Santo nel cupolino. I dipinti del cupolino del Cortella furono ripuliti.
Il restauro e ricostruzione, risultanti tra i vincitori degli European Heritage Awards del 2019, sono stati completati dopo 28 anni e la cappella è stata riaperta alla città e ai visitatori il 27 settembre 2018, entrando quindi a far parte del percorso di visita dei Musei Reali di Torino. Il restauro è stato uno dei più complicati mai realizzati, e costò oltre 30 milioni di Euro, di cui 28 a carico del Ministero della cultura, 2,7 dalla Compagnia di San Paolo e il rimanente con altri contributi da La Stampa, di Iren e di altri.
Nel 2021 venne ultimato anche il lavoro di restauro dell'altare, completandosi in tal modo il recupero del monumento. Il restauro riuscì a recuperare le superfici e i marmi e strutture dell'altare, assieme ai putti e le statue di due angeli (salvatisi dall'incendio perché al momento si trovavano nella sagrestia), il tabernacolo in argento sbalzato, le lampade e i candelieri a piramide. Le altre statue, assieme alla grande stella sommitale in legno dorato, non sono state recuperate (un'immagine dell'altare prima dell'incendio con le parti perdute si può trovare qui).

## Descrizione

### Esterno
Esternamente la cappella si presenta come un edificio a pianta quadrata che compenetra sia il Duomo che il Palazzo Reale. Sopra la base si innalza un tamburo in mattoni a pianta poligonale con 6 grandi finestroni ad arco, incorniciati da lesene e protetti da un tetto che morbidamente si adagia sugli archi. Al di sopra vi è una copertura a cappella sorretta da costoloni su cui sono installate numerose urne in pietra.
Tra i costoloni sbucano morbidamente linee arcuate orientaleggianti che disegnano numerose aperture a semicerchio, fino a salire alla parte terminale della cupola, un piccolo tamburo circolare finestrato e prolungato con una struttura a cannocchiale (estranea al progetto originale, che prevedeva una cuspide a spirale). La cupola è progettata in maniera da risultare più alta, grazie ad un'illusione ottica.

### Interno

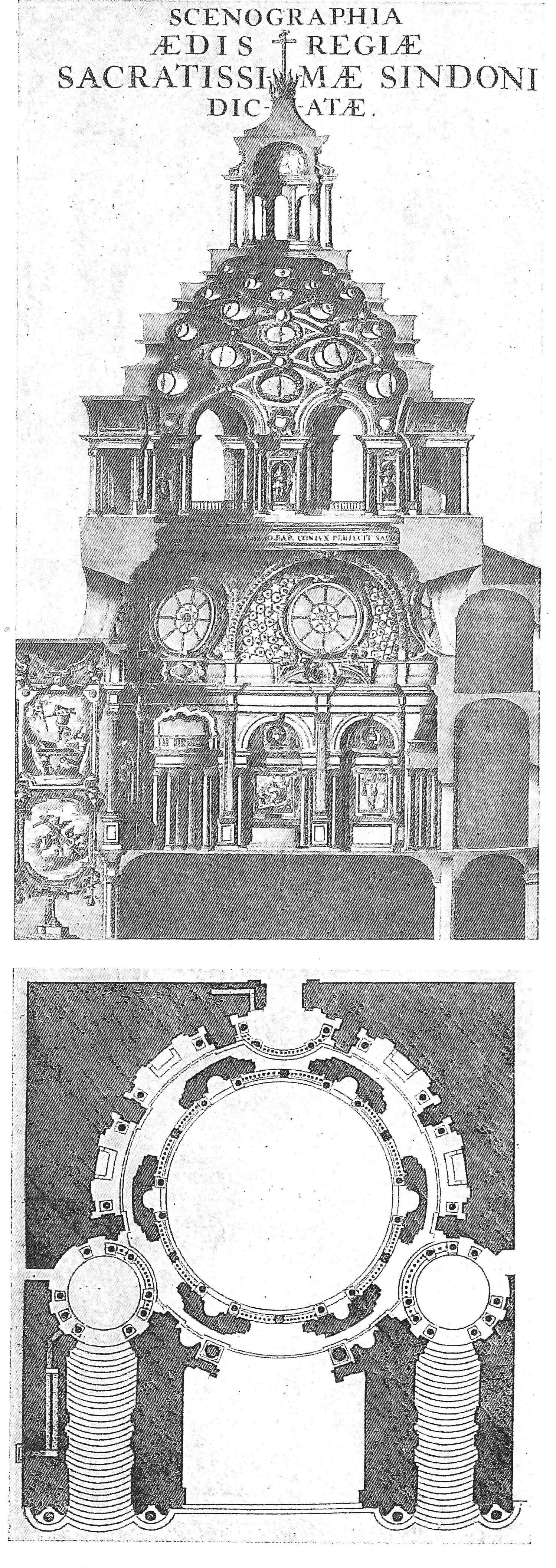
Cappella della Sacra Sindone, pianta e sezione, da Scenographia Aedis Regiae Sacratissimae Sindoni Dicatae, Amsterdam, 1682. Incisioni ricavate dal progetto originale di Guarini

È internamente che il genio barocco del Guarini si concretizza: ai lati dell'altare maggiore del Duomo si aprono due portali in marmo nero che introducono a due cupe scalinate con bassi gradini semicircolari. Alla fine delle due scalinate si entra in due vestiboli circolari paralleli delimitati da tre gruppi di tre colonne in marmo nero.
Da qui si accede alla cappella, a pianta circolare, dove al centro svetta l'altare barocco (opera di Antonio Bertola) che conservava, in una teca d'argento e vetro, la Sindone. La pianta circolare presenta cinque cappelle di cui quella centrale funge da abside e da vertice di un immaginario triangolo equilatero, con la base definita dai due vestiboli circolari paralleli. Il pavimento presenta un disegno in marmo nero e bianco che sottolinea l'importanza dell'altare, mentre grosse stelle di bronzo incastonate nel marmo bianco riflettono la luce proveniente dall'alto. La decorazione a stucco della cappella e della sua sagrestia si deve allo stuccatore Pietro Somazzi. L'alzato della Cappella è scandito da pilastri, uniti a due a due da tre grandi archi, che definiscono i tre pennacchi sottostanti la cupola. La Cappella presenta un rivestimento marmoreo, nero nella parte più bassa e grigio in quella superiore.
La cupola è composta da sei livelli di archi degradanti verso la sua sommità, creando l'effetto ottico di una sua maggiore altezza. Gli archi, memori dell'eredità gotica, sono strutture leggere da cui entra la luce.

### Simbologia
Colori e numeri presenti nella Cappella hanno un significato simbolico, che ne fanno il luogo della costruzione di una visione che dalla tragedia si evolve nella speranza.
I colori scuri dei marmi evocano il sepolcro, per il tradizionale significato simbolico del colore nero con la morte.
Il marmo si fa via via più chiaro con l'elevarsi della cupola e questo effetto di evoluzione dal nero mortuario alla luce della vita è sottolineato ed enfatizzato dalla luminosità naturale dovuta alle aperture ad arco. 
Il numero tre rimanda alla Trinità, ma anche ai tre giorni trascorsi da Gesù nel sepolcro e ricorre molte volte nella costruzione: tre gruppi di tre colonne nei vestiboli, tre vertici del triangolo nello schema planimetrico, tre grandi archi sottostanti la cupola, tre pennacchi.

## Galleria d'immagini

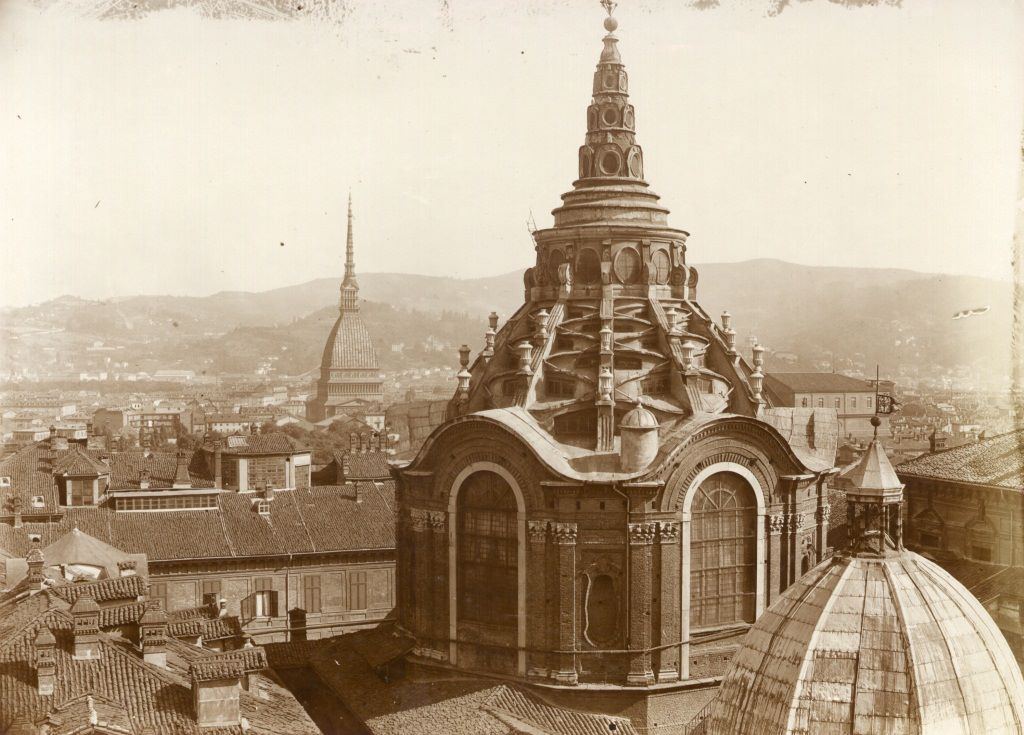
Panorama di Torino nel 1926 con la cupola della S. Sindone in primo piano e la Mole Antonelliana sullo sfondo
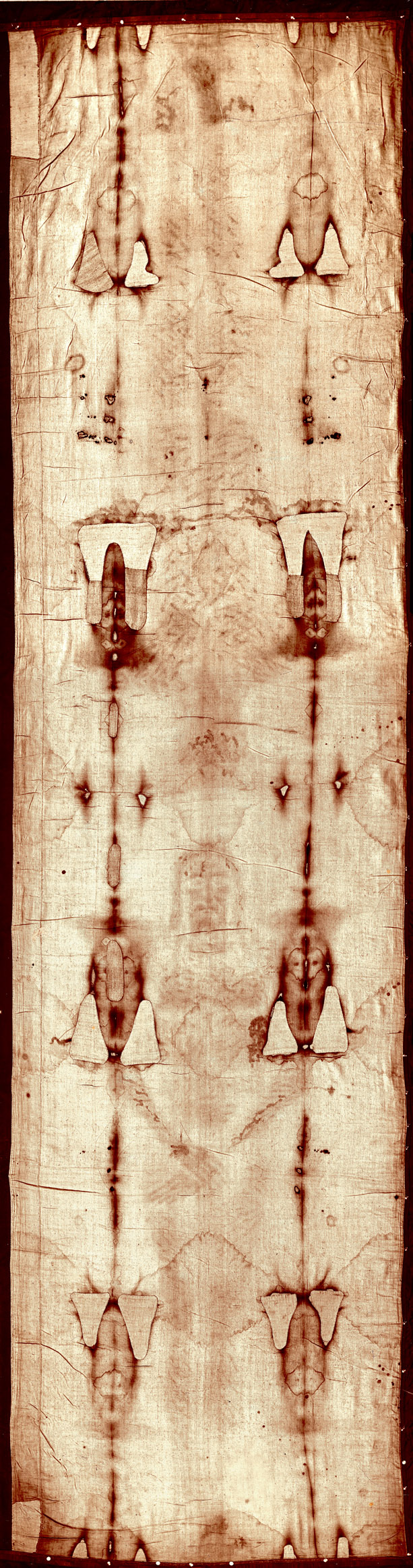
La Sacra Sindone per diversi secoli è stata custodita nell'omonima cappella. Dopo l'incendio del 1997 è situata sotto la Tribuna Reale, sempre nel duomo di Torino.
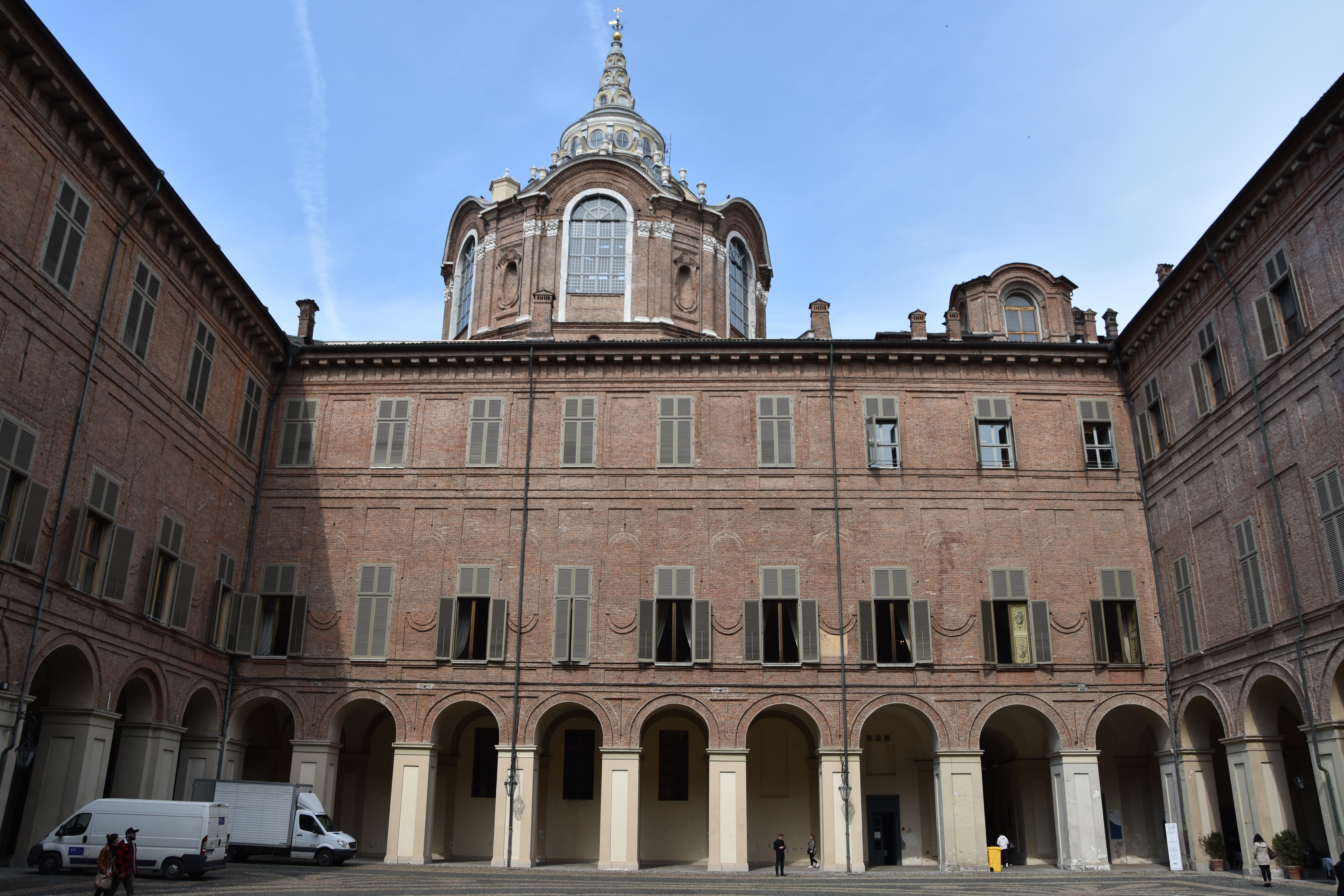
La Cupola del Guarini, sotto restauro, vista dal cortile di Palazzo Reale
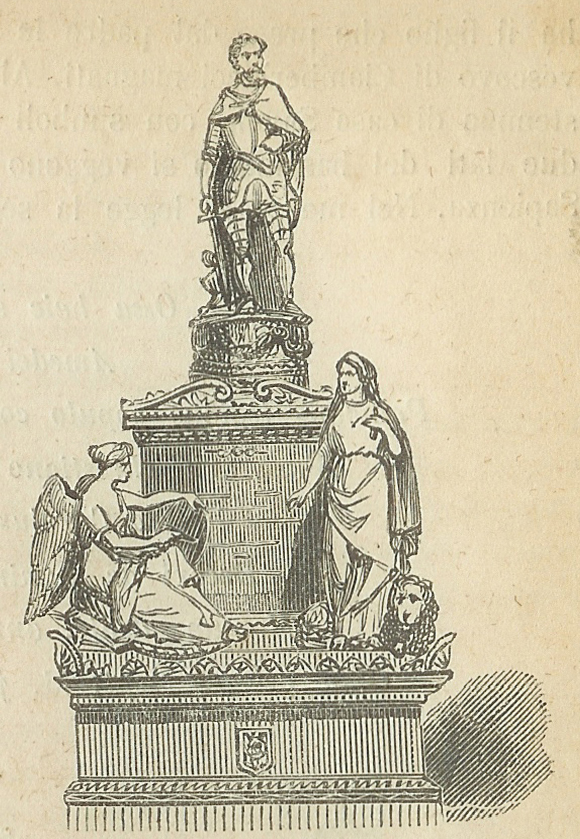
Raffigurazione del monumento ad Emanuele Filiberto I di Savoia
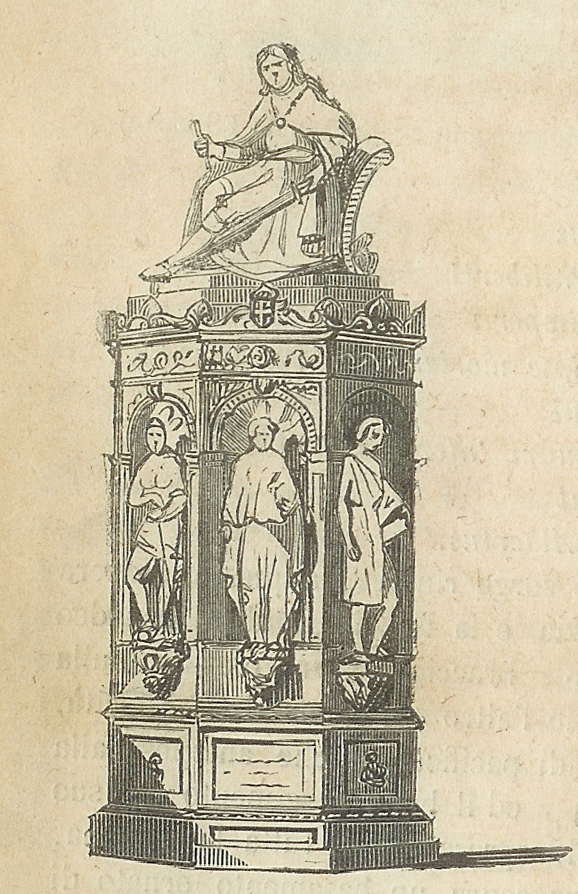
Raffigurazione del monumento a Carlo Emanuele II di Savoia
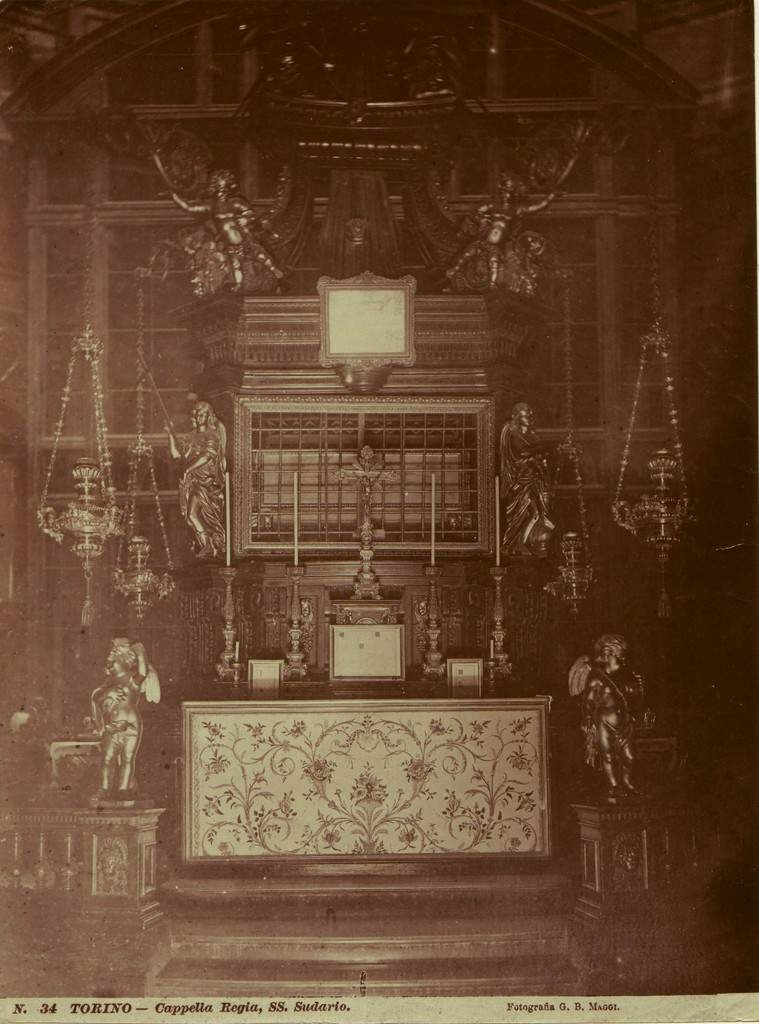
La Cappella della Sindone, con l'altare del Bertola, in una fotografia di Giovan Battista Maggi di fine Ottocento